# Centro Cívico Beaumont
El Centro Cívico Beaumont (en inglés: Beaumont Civic Center) se localiza en el centro de Beaumont, en Texas, en los Estados Unidos. El complejo ocupa una superficie de 29.300 pies cuadrados (2.720 m²) en la planta baja y 12.000 pies cuadrados (1.100 m²) en la primera planta. 
El Centro Cívico Beaumont engloba varias instalaciones: un estadio con capacidad para 6.500 personas, un centro cívico, el Teatro Julie Rogers y el Teatro Jefferson. Además, alberga temporalmente el Museo de los Niños de Beaumont y dispone de 850 plazas de aparcamiento. Por otra parte, en el centro se celebran conciertos, convenciones, ferias y exposiciones. 